# RAW (định dạng ảnh)
RAW là một định dạng ảnh kỹ thuật số, nó lưu những tất cả thông tin mà cảm biến của máy ảnh nhận được. RAW trong tiếng Anh có nghĩa là: thô, chưa xử lý, không phải ký tự viết tắt.

## Sự hình thành RAW vàJPGtrong chụp ảnh
Trong các máy ảnh bán chuyên nghiệp và chuyên nghiệp thường cho phép chụp RAW và JPG. Nếu máy ảnh đặt chế độ lưu ảnh RAW + JPG. Sau khi bấm máy, hình ảnh được cảm biến tiếp nhận lưu thành một tệp tin thông tin tổng hợp (meta data). Căn cứ vào những cài đặt trước khi chụp (độ sắc nét, cân bằng trắng, quá trình phơi sáng), máy sẽ xử lý thông tin này và cho ra một tệp tin ảnh nhìn được dưới định dạng JPG, TIFF tùy theo cài đặt. Quá trình xử lý này có thế được xử lý lại trên máy tính qua phần mềm xử lý tệp tin RAW, vì tệp tin RAW không thuộc vào các hiệu chỉnh ánh sáng, màu sắc trên máy.

## Đặc điểm củatệp tinRAW
- Tối thiểu những xử lý của máy ảnh, lưu trữ thông tin trực tiếp từ cảm biến.
- Không phải là từ viết tắt mà là một từ Tiếng Anh có nghĩa: thô, chưa xử lý
- Không sẵn sàng với một phần mềm xử lý ảnh điểm hay máy in.
- Không được sử dụng như ảnh nhưng sẵn sàng cho tạo ảnh
- Lưu trữ được gần như toàn bộ những gì cảm biến "nhìn thấy" và "cảm nhận" được và điều kiện khi chụp.
- Hầu hết các ảnh raw lưu trữ các thông tin từ sensor theo dạng hình học của tế bào cảm biến (bát giác, chữ nhật...) hơn là các điểm ảnh (pixel) chỉ là hình chữ nhật như trong ảnh. Tùy theo phần mềm chuyển đổi, các thông tin này được chuyển thành hình chữ nhật ra sao.

## Cơ sở
- tệp tin JPG ngày một không đáp ứng được nhu cầu, định dạng TIFF có khả năng lớn hơn ra đời, nhưng vẫn còn hạn chế vì dung lượng quá lớn. RAW ra đời khiến cho ảnh số ngày một gần với ảnh tráng phim.
- Có hàng chục hoặc hàng trăm loại RAW khác nhau sinh ra từ các thiết bị khác nhau, có những loại tương tự nhau, có những loại khác nhau hoàn toàn, nhiều loại không liên quan đến ảnh.
- Mỗi nhà sản xuất có một chuẩn riêng, hoặc chuyển máy ảnh từ đời này sang đời khác. Một số hãng, ngăn chặn việc sử dụng phần mềm của bên thứ 3.
- Với sự phát triển kỹ thuật nhanh làm nhiều nhiếp ảnh gia lo lắng là nhiều bức ảnh RAW giá trị sẽ bị cũ đi và không còn dùng được vì nhà sản xuất không hỗ trợ định dạng. Có phần mềm viết bằng mã nguồn mở dcraw giảm bớt lo ngại này.

## Cấu trúc tệp tin RAW
Nội dung của tệp tin RAW là làm những thông tin cần thiết để chuyển đổi sang ảnh. Tuy không có một chuẩn tệp tin RAW thống nhất nhưng một tệp tin RAW thường có những phần sau:
- Phần đầu: phần nhận diện tệp tin
- Thông số của cảm biến dạng metadata thuộc tính màng lọc màu (phơi sáng)
- Dữ liệu hình ảnh: cài đặt phơi sáng, không gian màu, máy ảnh hoặc máy quét, ống kính, thời gian chụp, ISO v..v..
- Ảnh nhỏ hiển thị
- Các lựa chọn khác như thay đổi kích thước ảnh, không gian màu.

## Ưu điểm
- Chất lượng ảnh cao hơn, tất cả các chi tiết được lưu trữ, và được xử lý từng bước một.
- Sửa chữa những sai lầm khi cài đặt máy
- không gian màu thay đổi theo mong muốntệp tin JPG ngày một không đáp ứng được nhu cầu, định dạng TIFF có khả năng lớn hơn ra đời, nhưng vẫn còn hạn chế vì dung lượng quá lớn. RAW ra đời khiến cho ảnh số ngày một gần với ảnh tráng phim.

Có hàng chục hoặc hàng trăm loại RAW khác nhau sinh ra từ các thiết bị khác nhau, có những loại tương tự nhau, có những loại khác nhau hoàn toàn, nhiều loại không liên quan đến ảnh.
Mỗi nhà sản xuất có một chuẩn riêng, hoặc chuyển máy ảnh từ đời này sang đời khác. Một số hãng, ngăn chặn việc sử dụng phần mềm của bên thứ 3.
Với sự phát triển kỹ thuật nhanh làm nhiều nhiếp ảnh gia lo lắng là nhiều bức ảnh RAW giá trị sẽ bị cũ đi và không còn dùng được vì nhà sản xuất không hỗ trợ định dạng. Có phần mềm viết bằng mã nguồn mở dcraw giảm bớt lo ngại này.
Cấu trúc tệp tin RAWSửa đổi
Nội dung của tệp tin RAW là làm những thông tin cần thiết để chuyển đổi sang ảnh. Tuy không có một chuẩn tệp tin RAW thống nhất nhưng một tệp tin RAW thường có những phần sau:
Phần đầu: phần nhận diện tệp tin
Thông số của cảm biến dạng metadata thuộc tính màng lọc màu (phơi sáng)
Dữ liệu hình ảnh: cài đặt phơi sáng, không gian màu, máy ảnh hoặc máy quét, ống kính, thời gian chụp, ISO v..v..
Ảnh nhỏ hiển thị
Các lựa chọn khác như thay đổi kích thước ảnh, không gian màu.
Ưu điểmSửa đổi
Chất lượng ảnh cao hơn, tất cả các chi tiết được lưu trữ, và được xử lý từng bước một.
Sửa chữa những sai lầm khi cài đặt máy
không gian màu thay đổi theo mong muốn
Hạn chếSửa đổi
Lưu ảnh lâu và tốn bộ nhớ hơn
Không có một chuẩn chung, giảm tính linh hoạt khi xử lý. Một số loại không còn được phát triển làm khó khăn hoặc không thể xử lý được những bức ảnh đã lưu trữ dạng RAW đó. Có một số nhà phát triển như Adobe, Microsoft đang lập tiêu chuẩn thống nhất cho tệp tin RAW nhưng chưa thành công.
Thời gian xử lý dài
Các chuẩn lưu tệp tin RAWSửa đổi
Hiện chưa có chuẩn lưu tệp tin RAW thống nhất. Nhiều hãng phát triển phần mềm xử lý tập tin đồ họa đã phát triển các chuẩn khác nhau. Cho đến nay có các chuẩn với các phần mở rộng sau:
Raw image file
Phần mở rộng tên file.3fr (Hasselblad)
.ari (ARRIFLEX)
.arw.srf.sr2
(Sony)
.bay (Casio)
.crw.cr2 (Canon)
.cap.iiq.eip
(Phase One)
.dcs.dcr.drf.k25.kdc (Kodak)
.dng (Adobe)
.erf (Epson)
.fff (Imacon)
.mef (Mamiya)
.mos (Leaf)
.mrw (Minolta)
.nef.nrw (Nikon)
.orf (Olympus)
.ptx.pef (Pentax)
.pxn (Logitech)
.R3D (RED)
.raf (Fuji)
.raw.rw2 (Panasonic)
.raw.rwl.dng (Leica)
.rwz (Rawzor)
.x3f (Sigma)
Kiểu định dạng	Hình file formats
Các chương trình biên tập tệp tin RAWSửa đổi
Có một số chương trình đồ họa cho phép đọc, biên tập các tập tin RAW ở một số trong các dạng kể trên. Có thể kể đến:
Able RAWer
ACDSee Pro
Adobe Camera RAW
Adobe Photoshop Lightroom
Apple Aperture
Digital Photo Professional
Raw Photo Processor
Adobe Photoshop Lightroom
Tham khảoSửa đổi
Đọc trong ngôn ngữ khác
Wikipedia ™ Di độngMáy tính để bàn
Nội dung được phát hành theo CC BY-SA 3.0, ngoại trừ khi có ghi chú khác.
Điều khoản Sử dụngRiêng tư

## Hạn chế
- Lưu ảnh lâu và tốn bộ nhớ hơn
- Không có một chuẩn chung, giảm tính linh hoạt khi xử lý. Một số loại không còn được phát triển làm khó khăn hoặc không thể xử lý được những bức ảnh đã lưu trữ dạng RAW đó. Có một số nhà phát triển như Adobe, Microsoft đang lập tiêu chuẩn thống nhất cho tệp tin RAW nhưng chưa thành công.
- Thời gian xử lý dài

## Các chuẩn lưu tệp tin RAW
Hiện chưa có chuẩn lưu tệp tin RAW thống nhất. Nhiều hãng phát triển phần mềm xử lý tập tin đồ họa đã phát triển các chuẩn khác nhau. Cho đến nay có các chuẩn với các phần mở rộng sau:

## Các chương trình biên tập tệp tin RAW
Có một số chương trình đồ họa cho phép đọc, biên tập các tập tin RAW ở một số trong các dạng kể trên. Có thể kể đến:
- Able RAWer
- ACDSee Pro
- Adobe Camera RAW
- Adobe Photoshop Lightroom
- Apple Aperture
- Digital Photo Professional
- Raw Photo Processor
- Adobe Photoshop Lightroom